# Gare de Pierrefitte - Stains
Ne doit pas être confondu avec Gare de Stains-La Cerisaie, Gare de Stains-Grande-Ceinture ou Gare de Pierrefitte-Nestalas.
La gare de Pierrefitte - Stains est une gare ferroviaire française des lignes de Paris-Nord à Lille et de Sartrouville à Noisy-le-Sec (tangentielle légère nord), située près de l'ex-route nationale 301, sur le territoire de la commune déléguée de Pierrefitte-sur-Seine (faisant partie de Saint-Denis), à proximité de Stains, dans le département de la Seine-Saint-Denis, en région Île-de-France.
Mise en service en 1859, par la Compagnie des chemins de fer du Nord, cette gare de la Société nationale des chemins de fer français (SNCF) est desservie par les trains de la ligne D du RER et les trams-trains de la ligne 11 du tramway d'Île-de-France.

## Situation ferroviaire
Établie à 46 mètres d'altitude, la gare de Pierrefitte - Stains est située au point kilométrique (PK) 10,105 de la ligne de Paris-Nord à Lille, entre les gares de Saint-Denis et de Garges - Sarcelles. Elle se trouve également au PK 49,828 de la ligne de Sartrouville à Noisy-le-Sec (tangentielle légère nord), à usage exclusif du T11.
La gare est implantée près d'un raccordement vers la ligne de la grande ceinture de Paris (utilisée par le trafic de fret), qui atteint cette dernière à proximité immédiate de la gare désaffectée de Stains-Grande-Ceinture.

## Histoire

### Origine
Le 12 février 1844, le maire informe le conseil municipal que la « Compagnie du chemin de fer de Paris en Belgique (par Pontoise) » se propose d'établir une station à Saint-Denis à la maison de Seine. Lors de sa délibération le conseil estime qu'une station établie à cet endroit n'a aucune utilité et émet le vœu qu'elle soit construite sur la place aux Gueldres (aujourd'hui place de la Résistance-et-de-la-Déportation).

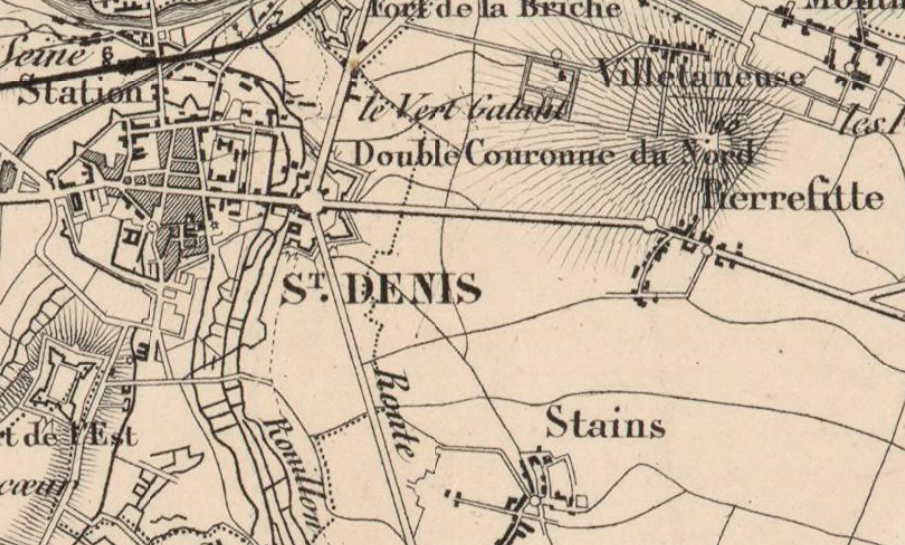
Détail de la carte du chemin de fer du Nord (1845), avec la situation de la station de Saint-Denis et des villages de Pierrefitte et de Stains.

Deux ans plus tard, le 7 mai 1846 le conseil doit donner son avis sur un projet d'une ligne de chemin de fer de Paris à Louvres. Il vote contre car les localités desservies sont trop proches de Paris et parce que cette ligne apporterait un grand trouble dans les habitudes de travail des habitants du fait qu'elle enlèverait 180 hectares de terre agricole de première classe. Il précise que le prix d'achat proposé, de 8 000 francs l'hectare, devrait être doublé et que par ailleurs si, en dépit de cette vive opposition, la voie ferrée était créée, il réclamerait une station sur Pierrefitte et de plus un chemin de terre parallèle à la ligne et la longeant des deux côtés.
La concession à la Compagnie du Nord est accordée le 13 août 1853, pour une ligne de Paris à Creil par Chantilly. Les études sont achevées et approuvées en avril 1855. Le sujet de l'ouverture d'une station sur la commune est à l'ordre du jour du conseil municipal du 12 juin 1856. Il délibère sur la question de l'établissement d'une station sur une nouvelle ligne de Saint-Denis à Creil par Chantilly. Il est demandé que tous les trains omnibus s'y arrêtent et que, dans l'impossibilité de donner le nom des « onze communes » qu'elle est appelée à desservir, elle porte le nom de « Pierrefitte » puisque c'est sur son territoire qu'elle est située et aussi parce que la commune de Stains ne vient qu'en second lieu dans l'ordre alphabétique comme dans celui de la situation et de l'importance. Sous la direction de l'ingénieur de la Compagnie Mantion, les chantiers de construction sont ouverts en 1857. La première station après l'embranchement à la sortie de la gare de Saint-Denis est celle dénommée « Pierrefitte-Stains », située à l'est de Pierrefitte sur le plateau calcaire. Elle est suivie par la station de Villiers-le-Bel.

### Gare de la Compagnie du Nord
La « station de Pierrefitte-Stains » est mise en service le 10 mai 1859 par la Compagnie du Nord, lorsqu'elle ouvre à l'exploitation sa nouvelle ligne, à double voie, de Saint-Denis à Creil par Chantilly.

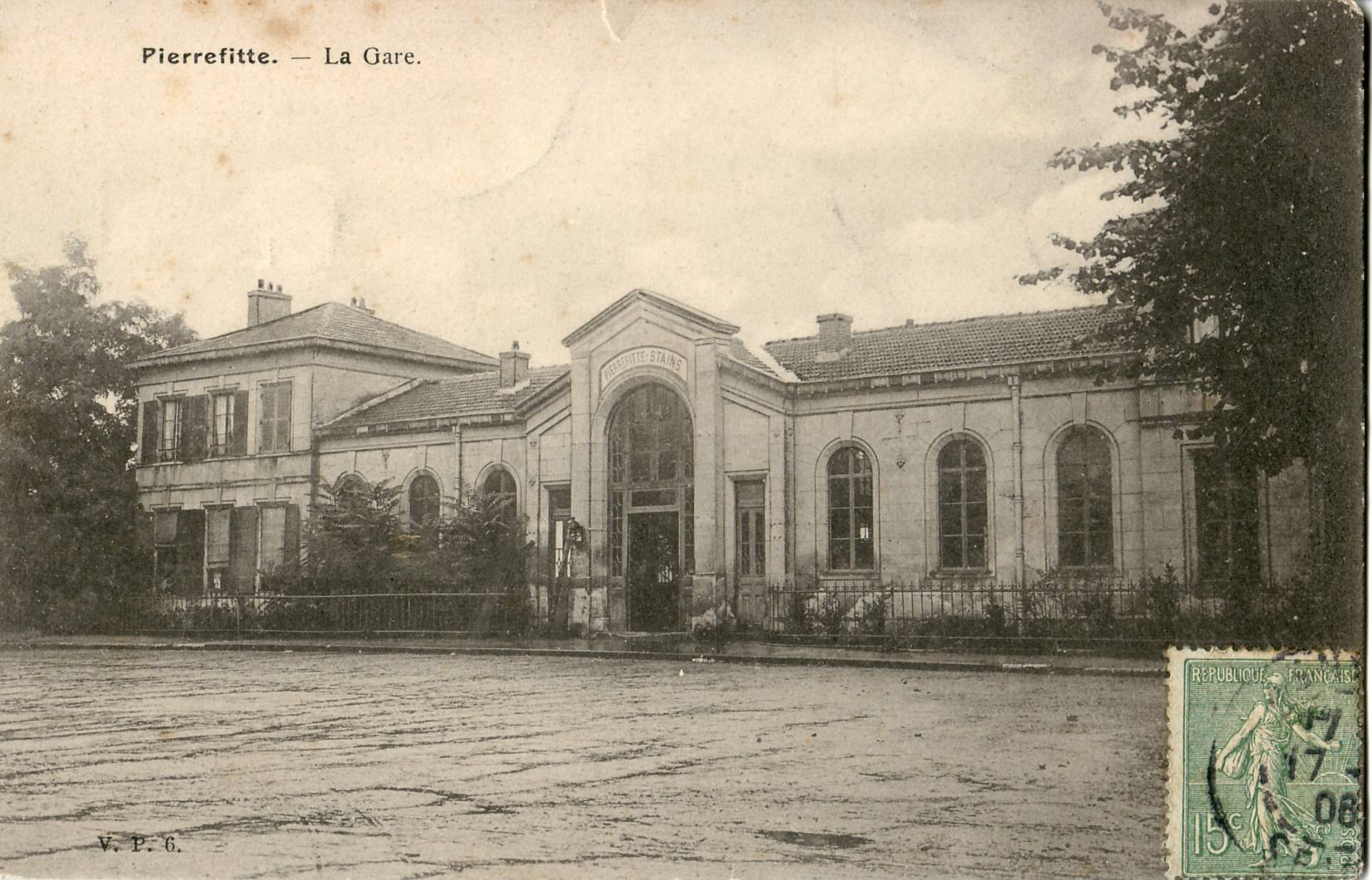
Le bâtiment voyageurs vers 1900.

En 1864, le Guide Joanne indique : Pierrefitte - Stains est la deuxième station intermédiaire de l'itinéraire de Paris à Cologne si l'on prend après Saint-Denis l'itinéraire le plus court, qui passe par Chantilly, comme le font tous les trains express et presque tous les trains omnibus à destination de la Belgique, de Boulogne, de Calais et de Dunkerque. Le gain de temps est d'une demi-heure par rapport à l'itinéraire le plus ancien qui passe par Pontoise et l'économie est d'environ deux francs pour une place en première classe. La station, située à 11 kilomètres de Paris, est établie, à 1 000 mètres du village de Pierrefitte qui compte 915 habitants et à 2 000 mètres de celui de Stains qui compte 1 038 habitants, dans le département de la Seine.
Le 5 janvier 1864 après-midi, la gare est le théâtre d'un des premiers accidents ferroviaires de l'histoire : le train no 24 venant de Calais à destination de Paris est arrêté par suite d'une rupture de bielle d'accouplement de la locomotive lorsqu'il est percuté par le train no 26 venant de Bruxelles et à destination de Paris, qui écrase les cinq dernières voitures de l'omnibus, dont on tirera six morts et dix-neuf blessés. Le train tamponneur, qui a accéléré pour rattraper un retard de dix minutes, ne parvient pas à s'arrêter, bien qu'un disque rouge ait été placé par l'aiguilleur de la route de Gonesse et qu'on lui ait fait des signaux de ralentissement. Le 31 janvier, le tribunal correctionnel de Paris condamnera le mécanicien du train tamponneur à trois ans de prison, son chauffeur et le chef de train à six mois et 300 francs d'amende pour n'avoir pas respecté la signalisation couvrant le train en panne et déclare la Compagnie du Nord responsable civilement.

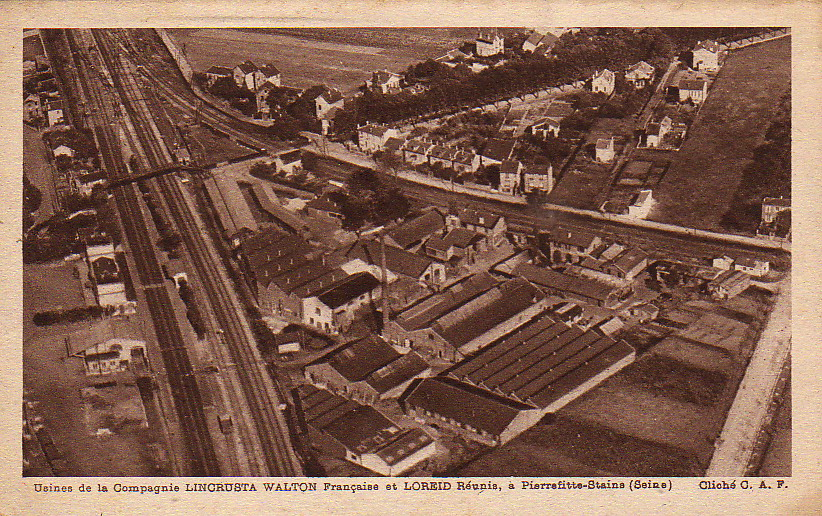
À gauche, la gare ; à droite, le raccordement de la Grande Ceinture (vers 1930).

Le raccordement avec la ligne de la grande-ceinture est ouvert le 20 novembre 1884. Long de 1 000 mètres, il s'embranche à proximité de la gare.
En 1896, la desserte de la gare de « Pierrefitte-Stains » est, entre cinq heures du matin et minuit trente, de treize trains en direction de Paris et de quatorze trains en direction de Creil. Il faut dix-sept minutes aux trains pour parcourir les onze kilomètres jusqu'à la gare de Paris-Nord. Pour Paris, le prix varie en fonction de la classe. Il est possible de prendre un billet simple, un aller-retour ou une carte d'abonnement pour, un, trois, six ou douze mois. Il y a des réductions pour les élèves de moins ou de plus de dix-huit ans, les étudiants des facultés et les ouvriers. Le prix sans réduction, en troisième classe, est de 0,55 franc pour un billet simple, de 0,85 franc pour un aller-retour, et pour les cartes d'abonnement de 21 francs pour un mois à 106 francs pour un an.
Le 6 avril 1905, la gare est le lieu d'une rencontre entre le Président de la République Émile Loubet et le roi d'Angleterre Édouard VII, qui se rend en train de Calais à Marseille pour effectuer une croisière en mer Méditerranée. Le Président effectue le trajet avec lui jusqu'à la gare de Lyon. En 1907, la gare dispose de quatre voies. Le 25 janvier 1917, sont déclarés d'utilité publique les travaux pour réaliser une ligne du réseau des Tramways de la Seine, dit départemental Nord, suivant le décret de constitution du 31 mai 1910, allant de la station du métropolitain de la Porte de Clignancourt à la gare de Pierrefitte-Stains, via Saint-Denis.

### Gares de la SNCF

#### Historique de la gare
La gare de Pierrefitte - Stains, comme notamment l'ensemble du réseau de la Compagnie du Nord, entre officiellement dans le réseau de la Société nationale des chemins de fer français (SNCF) le 1er janvier 1938. Lors de la Seconde Guerre mondiale, en 1944, la gare est renommée « Pierrefitte-Seine » à la suite d'une demande de la municipalité, nommée par le gouvernement de Vichy, avec comme argument le fait qu'il y avait d'autres gares portant le nom de « Pierrefitte ».
En 1967, à la suite de la réorganisation de la région parisienne, la SNCF décide, sans en informer les municipalités, de renommer la gare en « Pierrefitte-Seine-Saint-Denis ». Les titres de transport sont imprimés avec ce nouveau nom, mais le service Voies et Bâtiments trouve cette dénomination trop longue pour figurer sur les panneaux de quais et n'inscrit, sur les plaques fixées aux bâtiments, que « Pierrefitte ». Les élus de Stains protestent vigoureusement et insistent pour que l'on revienne à l'ancienne dénomination. Il faudra six ans pour que leur vœu soit exaucé en mai 1973, où la gare retrouve son nom d'origine « Pierrefitte - Stains ». L’esplanade de la gare a été entièrement rénovée en 1981. En 1983 et 1984, un passage souterrain est construit par la SNCF pour éviter aux voyageurs de faire un détour par le bout du quai. Le RER D est inauguré le 27 septembre 1987 avec un train tous les quarts d’heure en journée puis un toutes les demi-heures après 21 h 45. L'inauguration officielle a lieu en gare le lendemain à 18 h par le maire Daniel Bioton. Une gare routière est créée en 1998, ce qui permet aux voyageurs de prendre une correspondance avec les bus dans de meilleures conditions. En 2003, le nombre de voyageurs qui fréquentent quotidiennement la gare se situe entre 7 500 et 15 000.
Au cours des mois, de mars, avril et mai 2015, la gare n'est pas desservie par les trains de la ligne D dans le cadre de la réalisation de travaux concernant le « tramway T11 Express ». La voie 1L est déplacée pour dégager l'espace nécessaire à la réalisation d'un quai central, encadré par les voies 1L et 2L, afin de permettre les relations piétonnes avec la nouvelle ligne. Cette étape est suivie, en septembre, par la pose, avec une grue, d'une passerelle métallique établie en surplomb des quatre voies (RER et Grandes lignes). Longue de 64 m et pesant 63 tonnes, elle est posée et scellée sur les appuis établis de chaque côté de la plateforme ferroviaire. Elle permet aux voyageurs d'effectuer des échanges entre les quais du RER et ceux de la nouvelle ligne. Pour son accessibilité, le nouveau quai est desservi par un plan incliné et des ascenseurs.
En 2022, selon les estimations de la SNCF, la fréquentation annuelle de la gare est de 10 628 690 voyageurs.

#### Correspondance entre les gares du RER D et du T11
En juillet 2017, la gare est mise en correspondance avec la ligne de tramway T11 qui est dotée d'un bâtiment voyageurs au sud des voies du T11. La gare tramway est située rue Joséphine Baker, impasse donnant sur l'avenue Colonel Rol-Tanguy à Stains. Si la gare est en zone 4, l'arrêt de bus la jouxtant est en zone 3 de la tarification Île-de-France.
La passerelle de liaison, équipée d'escaliers fixes, d'un escalier mécanique et d'ascenseurs, est alors mise en service et relie le nouveau quai central du RER, opérationnel depuis juin 2017, à la nouvelle gare du T11.
L'ouverture de la gare T11 renforce l'attractivité de la zone des Tartres qui lui fait face. En 2019, la première pierre d'un centre d'affaires de 25 000 m2 est posée afin d'accueillir en 2020 un centre de recherche d’Engie, le Crigen (250 emplois), mais également un centre de formation de Total. Le Conseil régional décide fin 2017 la construction d'un lycée devant ouvrir à proximité pour la rentrée 2021.

Galerie de photographies
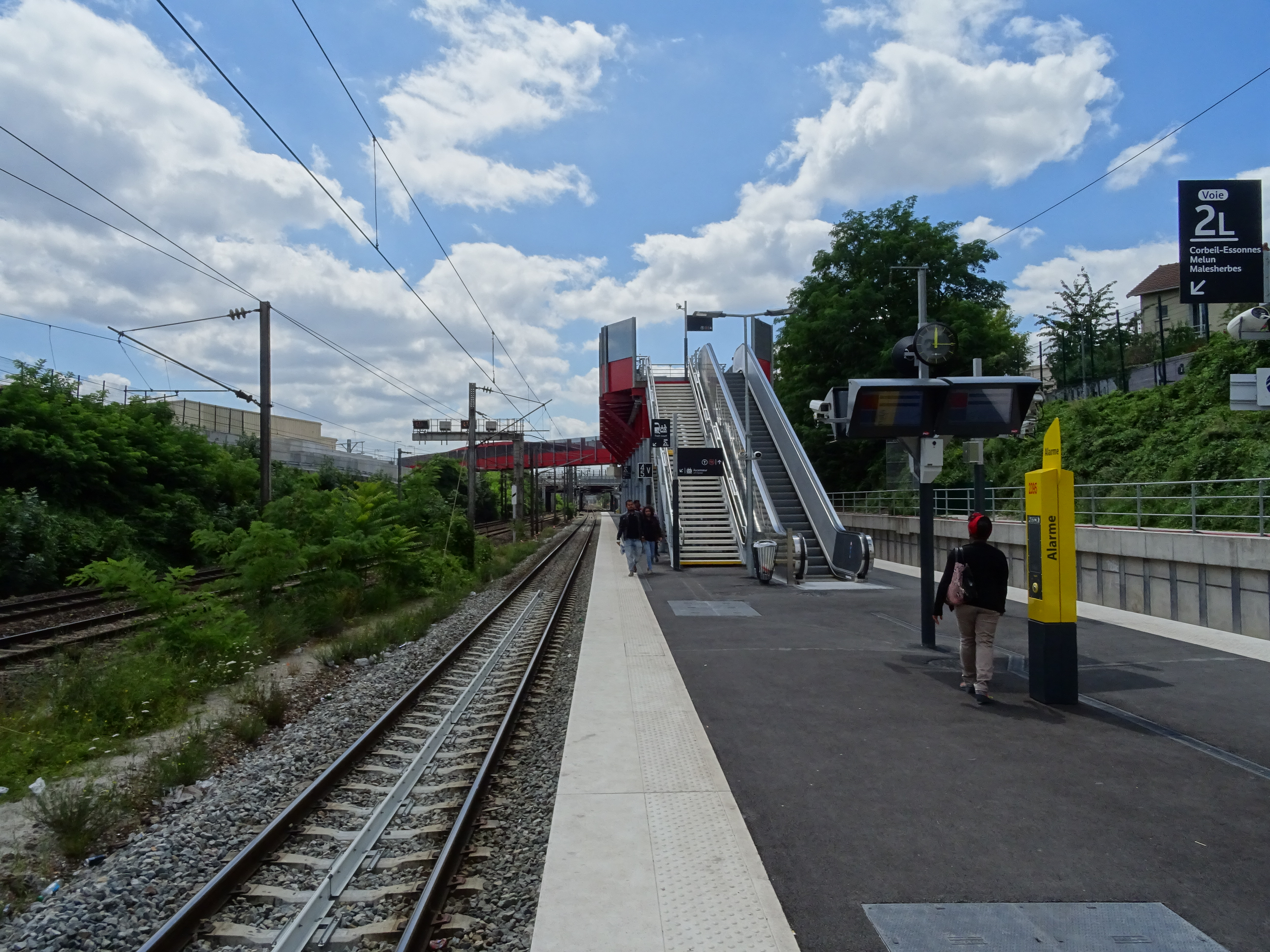
Le nouveau quai central.
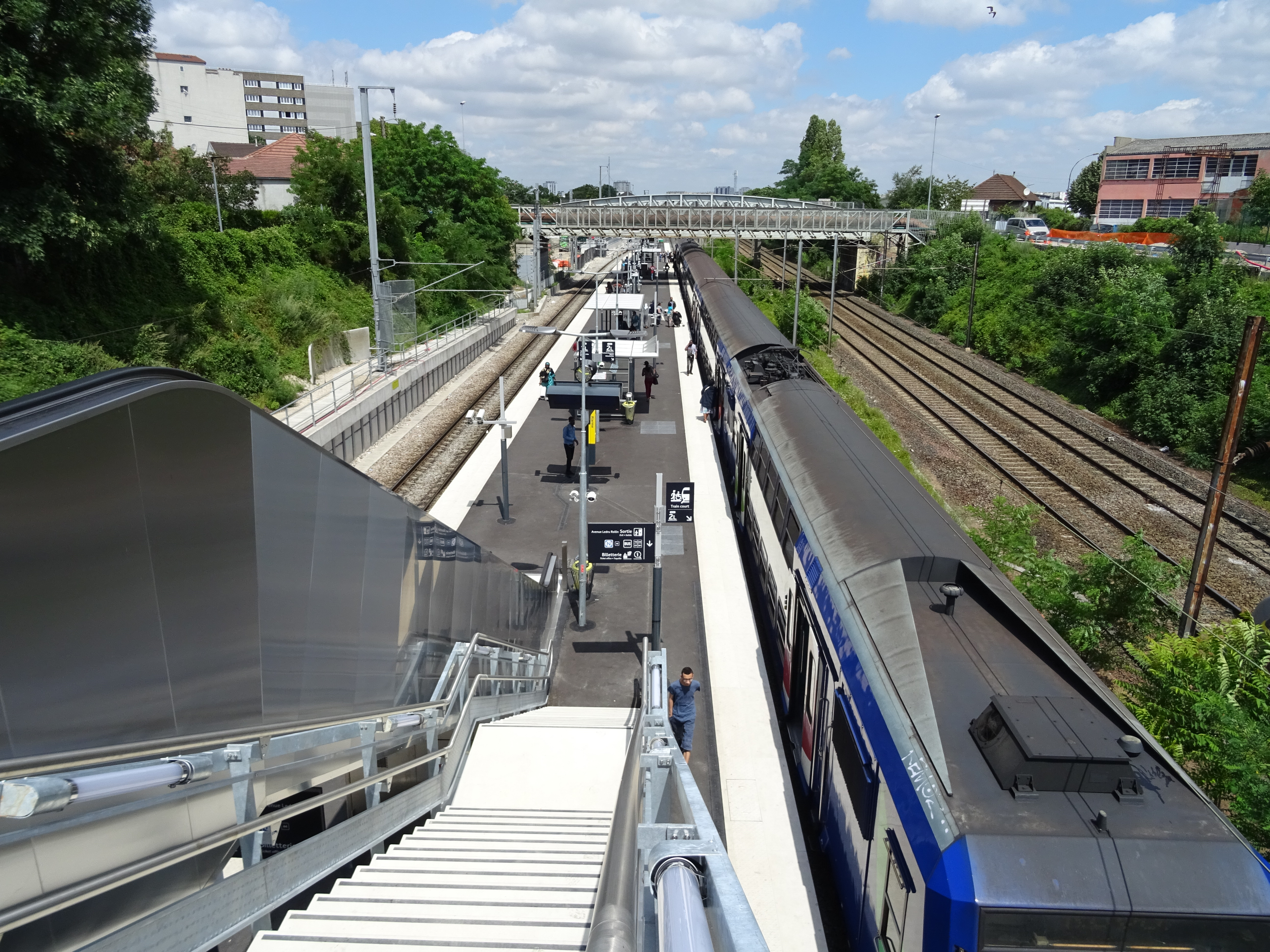
Le quai central.
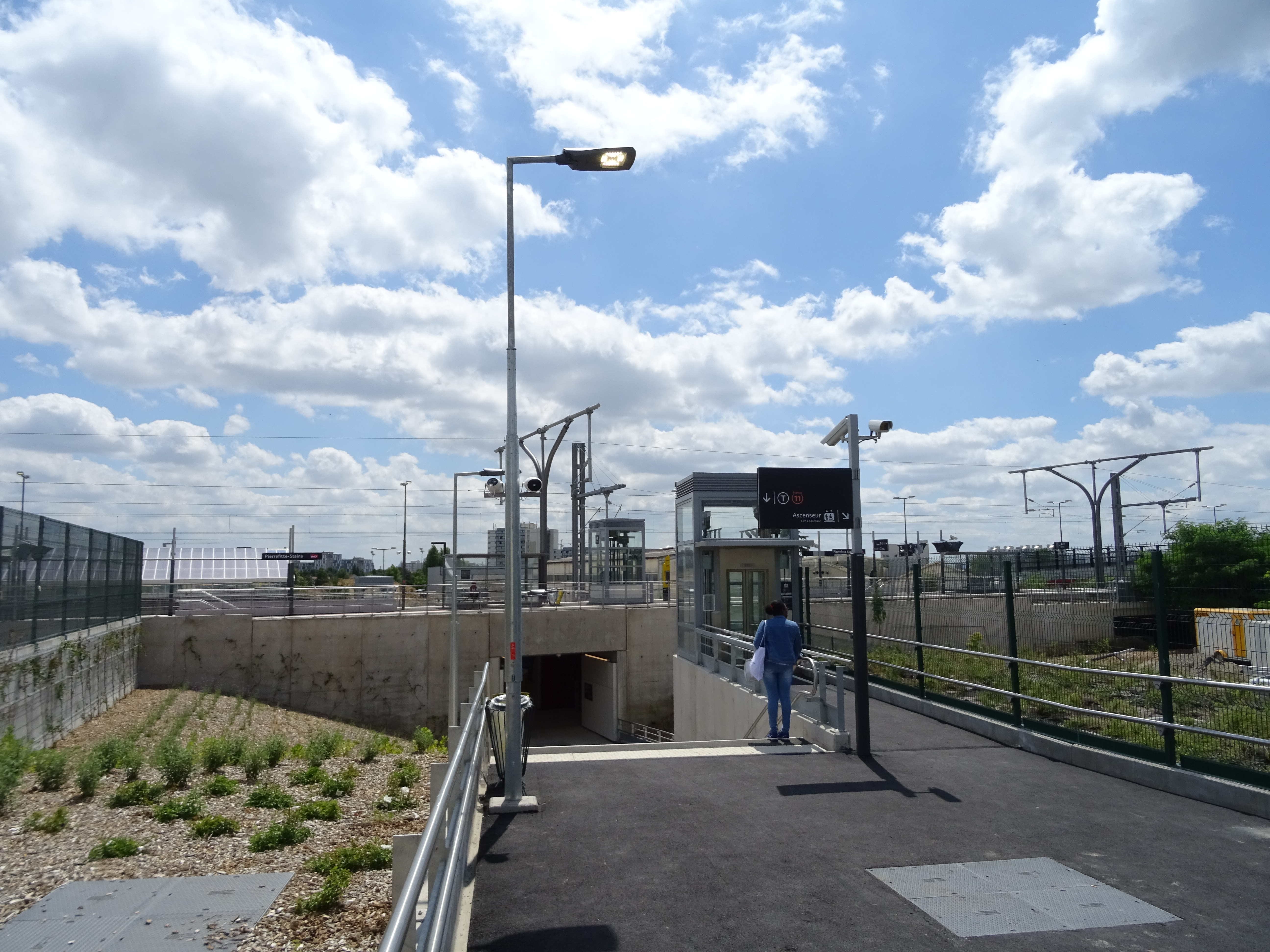
L'accès à la gare du T11.

#### Restructuration d'ici 2025
En 2021, une enquête publique est menée sur un projet de restructuration de la gare qui inclut la construction d'un nouveau bâtiment voyageurs plus proche des voies (l'ancien devant être affecté à de nouveaux usages), la rénovation de la gare routière avec la mise en place d'un alternat pour les bus, ainsi que la création de stationnements vélo. Les travaux d'un montant évalué à près de 21 millions d'euros sont prévus entre 2023 et 2025.

## Service des voyageurs

### Accueil
Gare SNCF du réseau Transilien, elle dispose de deux bâtiments voyageurs (un principal pour la gare de la ligne du RER D et un autre destiné à l'accès au T11). Le bâtiment voyageurs historique, destiné à l'accès aux trains de la ligne du RER D, accueille un guichet ouvert tous les jours. Elle est équipée d'automates pour l'achat de titres de transport Grandes lignes et Transilien et du système d'information sur les horaires des trains en temps réel. Pour l'accessibilité des personnes à mobilité réduite, elle dispose : d'un guichet adapté, de bandes d'éveil de vigilance sur les quais, de boucles magnétiques. Une boutique presse tabac, une cabine photographique automatique et des automates pour des boissons, froides ou chaudes, et des friandises sont installées dans le hall,.
Le bâtiment voyageurs destiné au trafic de la ligne T11 abrite uniquement des automates pour l'achat de titres de transport Grandes lignes et Transilien en façade.
On retrouve en gare l'habituel système d'information sur les horaires de passage des trams-trains en temps réel.

### Desserte
Desservie par deux lignes ferroviaires distinctes, la gare de Pierrefitte - Stains est située en zone 4 pour le RER D et le T11. C'est la seule gare de la ligne T11 à être située en zone 4, toutes les autres étant en zone 3.

### Intermodalité
Un parc pour les vélos et des parkings (gratuit et payant) doivent y être aménagés.
Des lignes de transports en commun routiers ont un arrêt à proximité de la gare SNCF : les lignes 150, 168, 268, 337 et 361 du réseau de bus RATP ; la ligne N44 du service de bus de nuit Noctilien. À compter du 1er octobre 2020, le bus 168 dessert la gare du T11 par un couloir bus sur la RD 28,.

Vues des quais
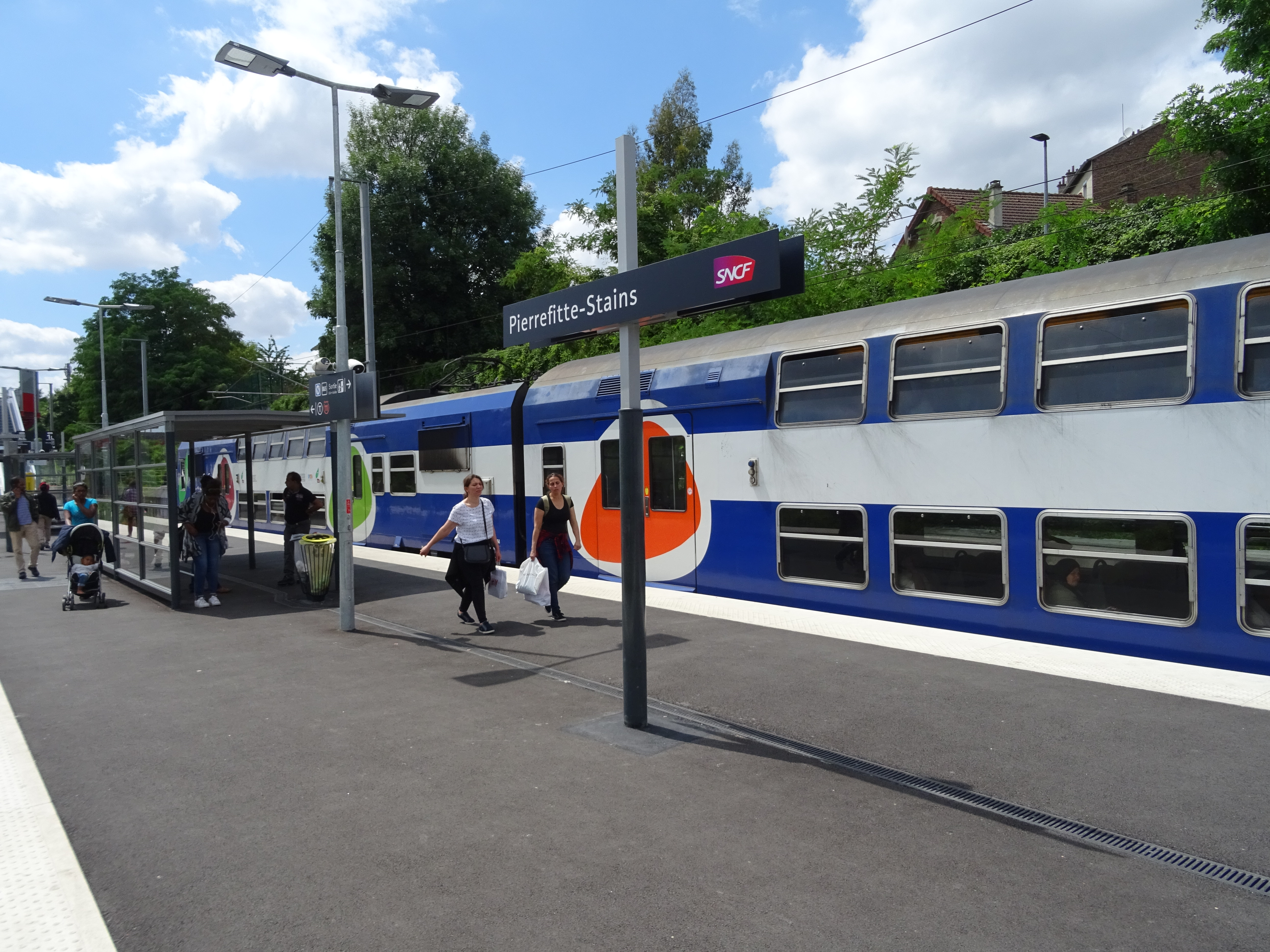
Rame Z 20500 rénovée.
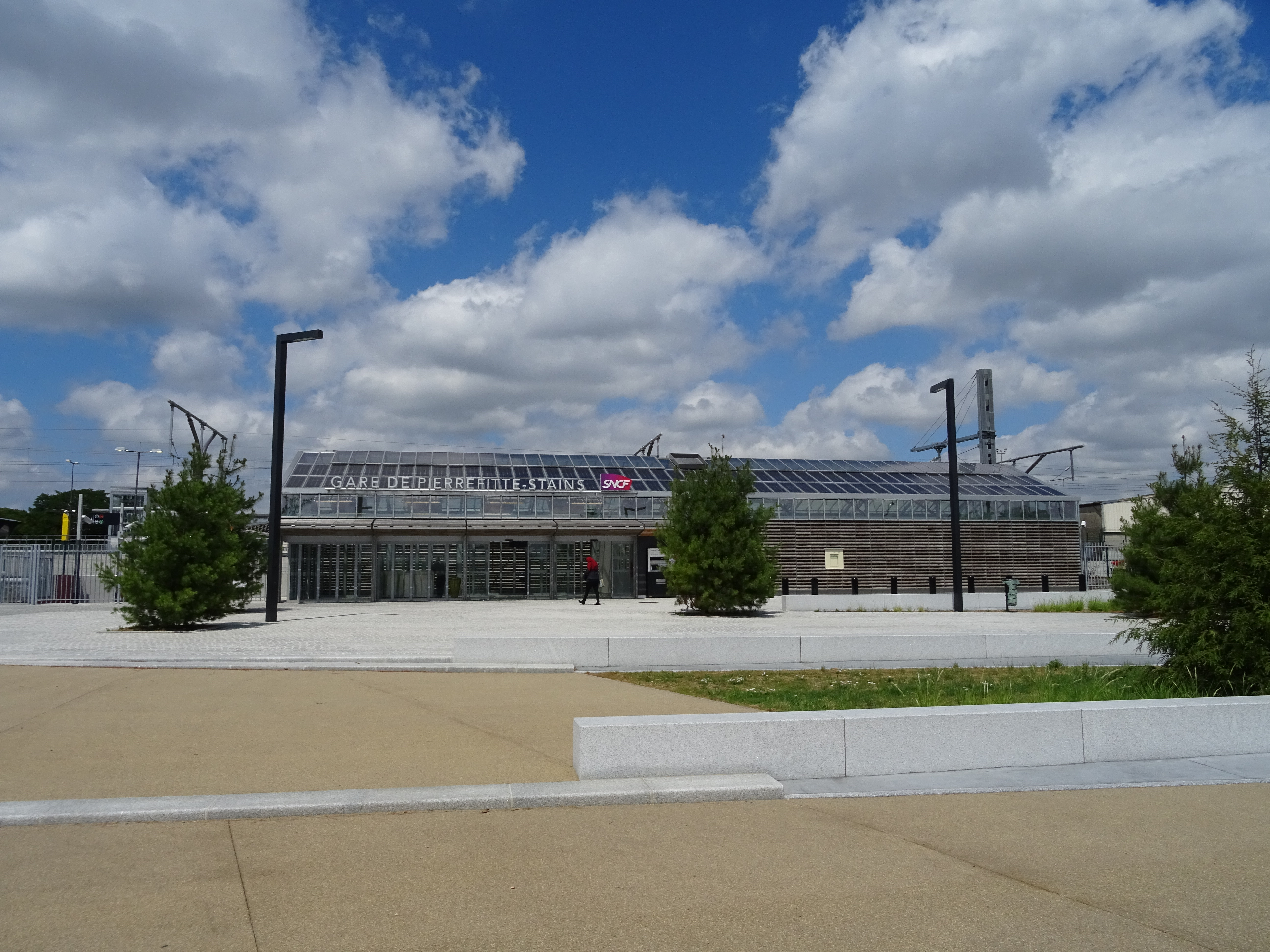
Bâtiment voyageurs destiné au T11.
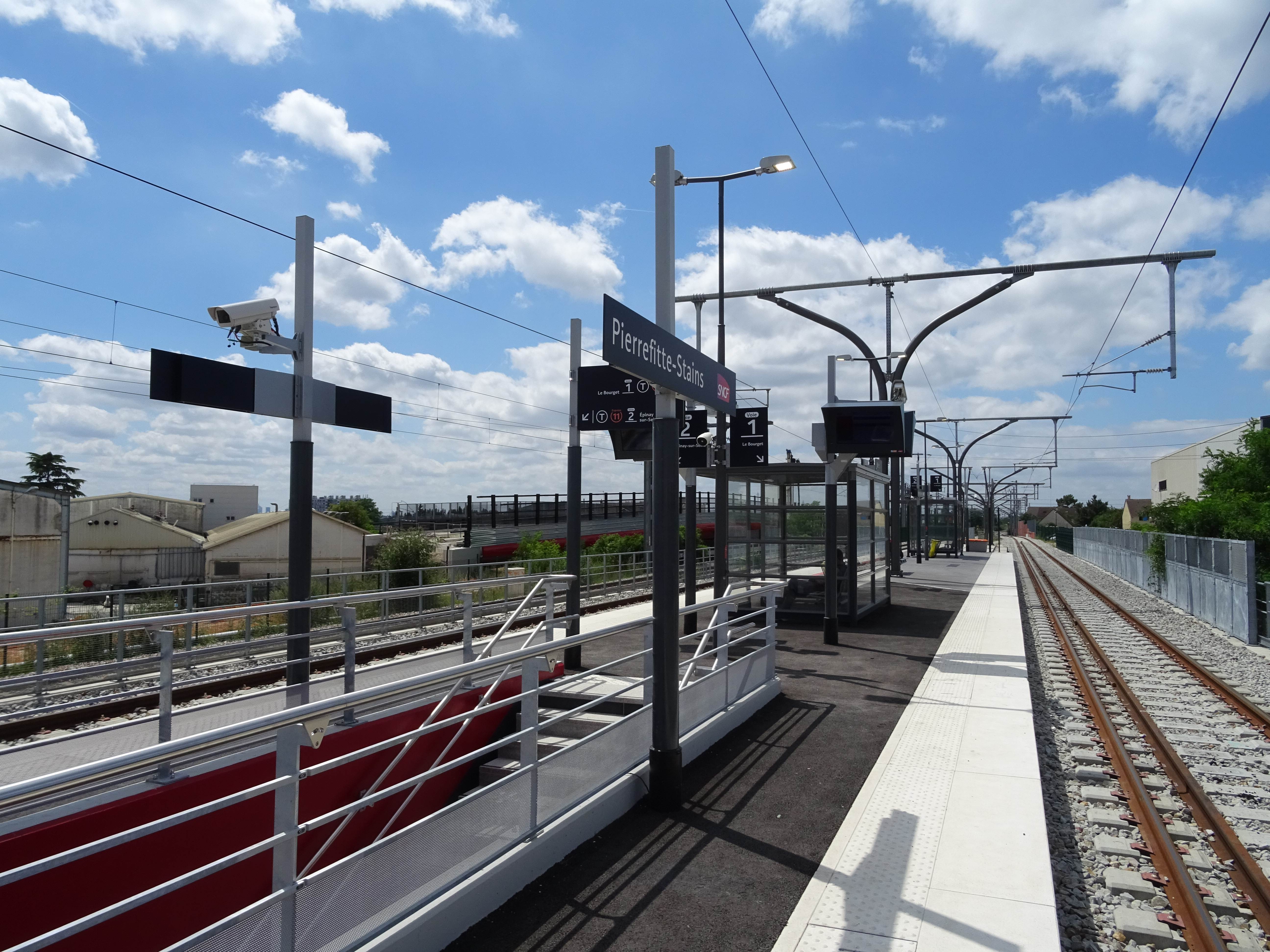
Quai central du tram-train.

## Dans la culture populaire
La gare est citée dans la chanson Plus vite que les balles, faisant partie de l'album 95200 du groupe sarcellois de rap Ministère A.M.E.R. :

« Je saute de justesse dans un wagon les poulets sont en chien

Ah j'vous ai baisé ! Mes baskets ont changé de teint

Je repense encore à leur éclat du matin

Je descends à Pierrefitte-Stains »